# Спаркмен (Арканзас)
Спаркмен (англ. Sparkman, Arkansas) — город, расположенный в округе Даллас (штат Арканзас, США) с населением в 586 человек по статистическим данным переписи 2000 года.

## География
По данным Бюро переписи населения США город Спаркмен имеет общую площадь в 3,37 квадратных километров, водных ресурсов в черте населённого пункта не имеется.
Город Спаркмен расположен на высоте 52 метров над уровнем моря.

## Демография
По данным переписи населения 2000 года в Спаркмене проживало 586 человек, 167 семей, насчитывалось 237 домашних хозяйств и 291 жилой дом. Средняя плотность населения составляла около 172,4 человек на один квадратный километр. Расовый состав Спаркмена по данным переписи распределился следующим образом: 50,85 % белых, 42,15 % — чёрных или афроамериканцев, 0,34 % — коренных американцев, 0,17 % — представителей смешанных рас, 6,48 % — других народностей. Испаноговорящие составили 6,83 % от всех жителей города.
Из 237 домашних хозяйств в 26,6 % — воспитывали детей в возрасте до 18 лет, 48,1 % представляли собой совместно проживающие супружеские пары, в 18,1 % семей женщины проживали без мужей, 29,5 % не имели семей. 27,0 % от общего числа семей на момент переписи жили самостоятельно, при этом 11,8 % составили одинокие пожилые люди в возрасте 65 лет и старше. Средний размер домашнего хозяйства составил 2,47 человек, а средний размер семьи — 2,95 человек.
Население города по возрастному диапазону по данным переписи 2000 года распределилось следующим образом: 26,6 % — жители младше 18 лет, 8,0 % — между 18 и 24 годами, 23,5 % — от 25 до 44 лет, 27,1 % — от 45 до 64 лет и 14,7 % — в возрасте 65 лет и старше. Средний возраст жителей составил 40 лет. На каждые 100 женщин в Спаркмене приходилось 86,6 мужчин, при этом на каждые сто женщин 18 лет и старше приходилось 82,2 мужчин также старше 18 лет.
Средний доход на одно домашнее хозяйство в городе составил 25 208 долларов США, а средний доход на одну семью — 32 875 долларов. При этом мужчины имели средний доход в 26 875 долларов США в год против 20 795 долларов среднегодового дохода у женщин. Доход на душу населения в городе составил 12 492 доллара в год. 14,0 % от всего числа семей в округе и 21,9 % от всей численности населения находилось на момент переписи населения за чертой бедности, при этом 28,4 % из них были моложе 18 лет и 18,6 % — в возрасте 65 лет и старше.